# Assedio del Sanada-maru
L'Assedio del Sanada-maru (真田丸の戦い?, Sanadamaru no tatakai) fu uno degli scontri che ebbero luogo durante la campagna d’inverno dell’assedio di Ōsaka nel 1614, combattuta tra la casata Toyotomi e lo shogunato Tokugawa. Il combattimento non si limitò alla sola fortificazione della Sanada-maru, ma si estese all’intera parte meridionale del castello di Ōsaka.

## L'assedio
Dopo che le forze Toyotomi abbandonarono i fortini esterni attorno al castello di Ōsaka, ritirandosi all’interno delle mura, l’esercito dello shogunato Tokugawa circondò il castello da ogni lato. Davanti alla fortificazione avanzata della Sanada-maru, progettata e comandata da Sanada Yukimura, si trovavano le truppe di Maeda Toshitsune, con circa 12000 soldati, affiancate da reparti guidati da altri comandanti, tra cui Nambu Toshinao e Matsukura Shigemasa. Sugli accessi meridionali del castello, a Yachōme-guchi e Tanimachi-guchi, erano schierate le forze di Ii Naotaka e Matsudaira Tadanao, i quali contavano complessivamente oltre 14000 soldati. In risposta, i Toyotomi difesero la Sanada-maru con 5000 uomini sotto Sanada Yukimura, mentre sui fronti sudorientali erano presenti generali fidati come Kimura Shigenari, Gotō Mototsugu e Chōsokabe Morichika, con una forza superiore alle 12000 unità.
Il 2 dicembre 1614 Tokugawa Ieyasu visitò il campo a Chausuyama per ispezionare le linee e, dopo il suo ritorno, ordinò ai suoi comandanti di non attaccare direttamente, ma di erigere trincee e terrapieni. Di fronte alla Sanada-maru si trovava una collina chiamata Sasayama, dalla quale le truppe Sanada aprivano il fuoco con archibugi contro i lavori dei nemici, ostacolando la costruzione delle fortificazioni Tokugawa.
Il giorno seguente, all’interno del castello di Ōsaka fu scoperto che un samurai, Nanjō Mototada, stava segretamente collaborando con lo shogunato. Fu costretto a compiere seppuku, ma i Toyotomi sfruttarono la situazione fingendo che fosse ancora attivo come spia, per ingannare le forze Tokugawa.
Il 4 dicembre, esasperati dal fuoco costante proveniente da Sasayama, i soldati Maeda pianificarono un attacco notturno. Le avanguardie guidate da Honda Masashige e Yamazaki Nagatoku si arrampicarono sulla collina durante la notte, ma la trovarono vuota, poiché i soldati Sanada si erano ritirati. All’alba questi ultimi uscirono allo scoperto e provocarono i Maeda, che caddero nella trappola e lanciarono un attacco impulsivo contro la Sanada-maru. Quando si avvicinarono abbastanza alle mura, furono investiti da una raffica di colpi d’archibugio. Il comandante Maeda Toshitsune si infuriò con i suoi sottoposti per aver agito senza ordini e tentò di richiamare le truppe.
L’attacco dei Maeda spinse anche le forze di Ii Naotaka e Matsudaira Tadanao ad attaccare i varchi meridionali. In quel frangente un'esplosione accidentale in una polveriera all’interno del castello fu scambiata dai Tokugawa per un segnale da parte di Nanjō, e l’intensità degli attacchi aumentò. Tuttavia anche in queste zone le forze Toyotomi inflissero perdite significative agli assalitori, respingendoli con successo.
Venuto a conoscenza della situazione disastrosa, Tokugawa Ieyasu ordinò la ritirata. Ma l'assenza di protezioni adeguate, come fasci di bambù o scudi metallici, rese la ritirata caotica e difficile sotto il fuoco nemico. Solo nel tardo pomeriggio, dopo le 15, le truppe riuscirono a sganciarsi.
Dopo la battaglia Ieyasu convocò i suoi comandanti e li rimproverò severamente per la leggerezza dimostrata. Ordinò inoltre che, da quel momento in poi, nessun attacco sarebbe stato condotto senza adeguata protezione.